# Paz perpetua
La paz perpetua se refiere a un estado de cosas en el que la paz se establece permanentemente en un área determinada.
La idea de la paz perpetua se sugirió por primera vez en el siglo XVIII, cuando Charles-Irénée Castel de Saint-Pierre publicó su ensayo "Proyecto para la paz perpetua"  anónimo mientras trabajaba como negociador para el Tratado de Utrecht. Sin embargo, la idea no se hizo muy conocida hasta finales del siglo XVIII. El término "paz perpetua" se reconoció cuando el filósofo alemán Immanuel Kant publicó su ensayo de 1795 "Paz perpetua: un bosquejo filosófico".

## La visión kantiana y sus descendientes
Los otros planes modernos para una paz perpetua descienden del ensayo de 1795 de Kant, "Paz perpetua: un bosquejo filosófico" ("  Zum ewigen Frieden. Ein philosophischer Entwurf  "). En este ensayo, Kant describió su programa de paz propuesto. Podría decirse que la paz perpetua es el punto de partida del pensamiento liberal contemporáneo.
La "paz perpetua" se estructura en dos partes. Los artículos preliminares describen los pasos que deben tomarse de inmediato o con toda la rapidez deliberada:
1. "No se considerará válido ningún tratado secreto de paz en el que haya materia reservada tácitamente para una guerra futura"
2. "Ningún estado independiente, grande o pequeño, quedará bajo el dominio de otro estado por herencia, intercambio, compra o donación"
3. " Ejércitos permanentes con el tiempo será totalmente abolidos"
4. "Deudas nacionales no se contraerán con miras a la fricción externa de los estados"
5. "Ningún estado interferirá por la fuerza con la constitución o el gobierno de otro estado"
6. "Ningún Estado permitirá, durante la guerra, actos de hostilidad que hagan imposible la confianza mutua en la paz posterior: tales son el empleo de asesinos (percusores), envenenadores (venefici), quebrantamiento de la capitulación e incitación a la traición (perduellio ) en el estado opuesto "

Tres artículos definitivos proporcionarían no solo un cese de hostilidades, sino una base sobre la cual construir una paz:
1. "La constitución civil de cada estado debe ser  republicana"
2. "El derecho de gentes se basará en una federación de estados libres"
3. "La ley de ciudadanía mundial se limitará a las condiciones de hospitalidad universal"

El ensayo de Kant en cierto modo se parece a la moderna teoría de la paz democrática, aunque también difiere significativamente de ella. Habla de  republicano ( Republikanisch ) estados (en lugar de  democráticos), que él define para tener  representantes en los gobiernos, en que la legislatura es  separada del  ejecutivo. No discute sufragio universal, que es vital para la democracia moderna y bastante importante para algunos teóricos modernos; sus comentaristas discuten si está implícito en su lenguaje. Lo más importante es que no considera que una república como gobierno sea suficiente por sí mismo para producir la paz: libertad de viajar, aunque no necesariamente migración, (hospitalidad); y se necesita una liga de naciones para poner en práctica conscientemente su programa de seis puntos.
A diferencia de algunos teóricos modernos, Kant no afirma que las repúblicas estarán en paz solo entre sí, sino que son más pacíficas que otras formas de gobierno en general.
La idea general de que los gobiernos populares y responsables estarían más inclinados a promover la paz y el comercio se convirtió en una corriente en la corriente del pensamiento y la práctica política europeos. Fue un elemento de la política estadounidense de George Canning y la política exterior de Henry John Temple 3er vizconde de Palmerston (Lord Palmerston]). También estuvo representado en el internacionalismo liberal de Woodrow Wilson, George Creel y H.G. Wells, aunque otros tablones de la plataforma de Kant tuvieron aún más influencia. En la siguiente generación, el programa de Kant estuvo representado por las Cuatro Libertades y las Naciones Unidas.
El ensayo de Kant es un taburete de tres patas (además del desarme preliminar). Varios proyectos para la paz perpetua se han basado en una pierna, ya sea afirmando que es suficiente para producir la paz o que creará las otras dos.
En 1909, Norman Angell se basó solo en la segunda etapa, argumentando que el comercio moderno hacía que la guerra no fuera necesariamente rentable, incluso para el país técnicamente victorioso, y por lo tanto la posibilidad de una guerra exitosa era una "La gran ilusión". James Mill había descrito el Imperio Británico como  alivio al aire libre para las clases altas; Joseph Schumpeter argumentó que el capitalismo hizo a los Estados soberanos modernos inherentemente pacíficos y opuestos a la conquista y al imperialismo, que favorecían económicamente a las viejas  aristocráticas.
Esta teoría se ha desarrollado bien en los últimos años. Mansfield y Pollins, escribiendo en el Journal of Conflict Resolution, una gran cantidad de trabajo empírico que, en su mayor parte, respalda la tesis. Hay varias excepciones y salvedades que parecen limitar las circunstancias en las que la interdependencia económica da como resultado la reducción de conflictos. Por otro lado, yendo más allá de la interdependencia económica al tema de libertad económica dentro de los estados, Erik Gartzke ha encontrado evidencia empírica de que la libertad económica (medida por el Índice de Libertad Económica del Instituto Fraser) es unas cincuenta veces más eficaz que la democracia para reducir los conflictos violentos.
La tercera pata es la vieja idea de que una confederación de príncipes pacíficos podría producir una paz perpetua. Kant había distinguido su liga de un estado universal; Clarence Streit propuso, en "Union Now" (1938), una unión de los estados democráticos siguiendo el modelo de la Constitución de los Estados Unidos. Argumentó que el comercio y las formas pacíficas de la democracia mantendrían esta Unión perpetua, y contó con el poder combinado de la Unión para disuadir a las  Eje de la guerra.
En "Un plan para una paz universal y perpetua", parte IV de  Principios del derecho internacional  (1786–89), Jeremy Bentham propuso que el desarme, el arbitraje y la renuncia a las colonias produciría una paz perpetua, apoyándose así meramente en los artículos preliminares de Kant y en ninguno de los tres puntos principales; contrariamente a los teóricos modernos, se basó en la opinión pública, incluso contra la monarquía absoluta en Suecia.
Desde 2008, el Proyecto de Paz Perpetua, una asociación entre los Institutos Nacionales de Cultura de la Unión Europea (EUNIC), el Instituto Internacional de la Paz (IPI), la Universidad de las Naciones Unidas, Slought Foundation, y Syracuse University - está involucrando el ensayo de Kant en una iniciativa filosófica y curatorial en curso que se conceptualiza en torno a la "reescritura" final del tratado de Kant de 1795, así como una reedición del ensayo.

## Ver además
- Portal:Philosophy. Contenido relacionado con Philosophy.

- Eichmann en Jerusalén
- Paz mundial
- Teoría de la paz democrática
- Liga de la paz
- Tratado de Paz Perpetua
- Metafísica de las costumbres
- Tratado de paz
- Filosofía política de Immanuel Kant